# Save Your Tears
«Save Your Tears» es una canción del cantante canadiense The Weeknd. Fue lanzada el 9 de agosto de 2020 como cuarto sencillo de su cuarto álbum de estudio After Hours (2020) a través de XO y Republic Records. The Weeknd escribió y produjo la canción con los productores Max Martin y Oscar Holter, mientras que Belly y Jason Quenneville recibieron créditos de composición adicionales. La crítica observó que el coro y el tono de la canción son similares a los de «Everything She Wants» de Wham! y «Circles» de Post Malone. Un remix de la canción de Oneohtrix Point Never se lanzó oficialmente junto con la edición de lujo de su álbum principal el 23 de marzo de 2020.
"Save Your Tears" alcanzó el top cinco en veinticinco países. La canción fue lanzada como el cuarto sencillo del álbum el 9 de agosto de 2020 en Europa. Llegó a la radio estadounidense el 24 de noviembre de 2020. Es el tema musical oficial de WrestleMania 37. Un remix de la canción de Oneohtrix Point Never fue lanzado oficialmente junto con la edición de lujo de su álbum principal el 23 de marzo de 2020. Un segundo remix de la canción, una colaboración con la cantante estadounidense Ariana Grande, fue lanzado el 22 de abril de 2021, alcanzando el número uno en el Billboard Hot 100, convirtiéndose en el sexto sencillo número uno de ambos artistas. Esto también convirtió a After Hours en el primer álbum desde Scorpion de Drake en 2018 en que tres sencillos del mismo álbum alcanzan el número uno.

## Antecedentes
El 12 de julio de 2019, apareció un fragmento de la pista en línea, lo que llevó a muchos a creer que estaba programado para aparecer en After Hours. El 17 de marzo de 2020, la aplicación de identificación musical Shazam reveló que el disco sería la undécima canción del cuarto álbum de estudio de Weeknd. Más tarde ese día, The Weeknd confirmó la presencia de la pieza cuando se lanzó la lista de canciones del álbum.

## Letras y composición
Se especula que "Save Your Tears" toca el impacto que tanto Bella Hadid como una segunda ex, aparentemente su segunda novia más reciente, Selena Gomez, tuvieron en él. La canción captura el anhelo del Weeknd por Hadid después de verla salir, y su pesar por romperle el corazón. Este enfrentamiento fue probablemente el que se informó en los tabloides el verano anterior: los dos se encontraron en el club nocturno Catch One después de su ruptura en agosto de 2019, y Hadid se fue minutos después de que llegara The Weeknd. El artista que reconoce la negativa de Hadid a prestarle atención probablemente se deba a que la lastimó de la forma en que otro ex, Gómez, tal vez, sobre quien cantó extensamente en su anterior EP My Dear Melancholy, lo hizo/Y ahora no me querrás por segunda vez").
Según la partitura publicada en Musicnotes.com por Kobalt Music Group, el disco está escrito en la clave de Do mayor con un tempo de moderato de Allegro de 118 latidos por minuto. El rango vocal de Weeknd se extiende desde la nota baja de G3 hasta la nota alta de A4.
Joyce Ng de Complex resumió la canción: "Su producción fluye en una variedad de sintetizadores brillantes y melodías siniestras. Líricamente, Tesfaye parece reflexivo mientras expía su pasado. En última instancia, 'Save Your Tears' se siente como el arco narrativo de lo que The Weeknd imaginado para su solitario protagonista todo el tiempo, ahora emergiendo de la oscuridad pero sin resistir la tentación".

## Recepción de la crítica
"Save Your Tears" recibió la aclamación universal. Billboard elogió la canción como la mejor pista de After Hours, afirmando: "Aunque "Save Your Tears" es una de las canciones más pop del álbum, The Weeknd no se detiene cuando se trata de la naturaleza bastante fría que generalmente se encuentra adoptando cuando se trata de sus amantes. La producción se mantiene optimista y estable todo el tiempo, gracias al trabajo de Max Martin, Oscar Holter, DaHeala y el mismo The Weeknd, combinando lo mejor de su antiguo contenido y algunos sonidos más nuevos y más convencionales”. Craig Jenkins de Vulture elogió: "The Weeknd perfecciona el experimento de género kitsch de los 80 con "Save Your Tears", una melodía desgarradora de ruptura hermosa y lo suficientemente simple como para acompañar al pop de los 80 como el ' You Might Think ' de Cars (y hábil suficiente para deslizar un poco de melodía de 'Everything She Wants de Wham! en el coro). La pieza elabora un sonido informado tanto por el trap como por la música dance, envuelto en una atmósfera densa y pesado en claves nítidas y brillantes ”. “" Save Your Tears" tiene tanto ecos tonales de la melancolía de Depeche Mode como un guiño a 'Everything She Wants' de Wham!, exhibiendo un resplandor reluciente de mediados de los 80”, elogió el editor de New York Times, Jon Caramanica.
El columnista de Slant, Seth Wilson, observó: “"Save Your Tears" se deleita a pesar de todo, haciendo alarde de lo exagerado que es Tesfaye frente a su ex mientras se burla de la posibilidad de una reconciliación. La marca distintiva de R&B de Tesfaye se basa constantemente en otros géneros, pero escucharlo adoptar un sonido puro de rock sintético aquí es un cambio de ritmo emocionante”. “Se basa en la nostalgia del synth-pop para reflejar el trágico brillo del Hollywood de los 80: los sintetizadores ruidosos y los hábiles aplausos de "Save Your Tears" evocan un Wham perdido hace mucho tiempo. pista. Sus melodías de corazón ensangrentado y sus inolvidables ganchos nos recuerdan por qué seguimos escuchando el primer lugar de los 80 ”, exclamó la escritora de Pitchfork, Isabella Herrera. Jem Aswad de Variety comentó: “"Save Your Tears", que podría haber sido un elemento básico de MTV a principios de los 80, está pidiendo videos apropiados para la época. El disco tiene una percusión electrónica atronadora y el vocoder escucha al Sr. Blue Sky de Electric Light Orchestra”.
Mark Richardson, del Wall Street Journal, afirmó que “Save Your Tears” incluye melodías altísimas que brindan una amplia oportunidad para que Tesfaye muestre su rango vocal, siendo utilizado en concursos de canto de televisión. Por diseño, es grande y amplio, menos específico líricamente y más alejado de la personalidad sombría en el corazón del Weeknd: el Sr. Tesfaye a menudo parece francamente afable aquí. Mr. Martin y The Weeknd muestran la influencia del synth pop de los 80. La pieza suena como algo de la banda sonora de John Hughes ”. Michael Cragg de Vogue UK elogió el disco como "el tipo de experimentación de sintetizador escuchado por última vez en 1984 en la banda sonora de The NeverEnding Story". Zak Maoui de GQ aplaudió 'Save Your Teats', como uno de las ‘mejores ofertas musicales de The Weeknd hasta la fecha’. Apple Music aplaudió la composición, “Pocas cosas sobre "Save Your Tears "la marcan como una canción de ruptura: por un lado, la producción está empapada de sintetizadores brillantes al estilo de los 80 que suenan más glamorosos que desamparados. Sin embargo, The Weeknd se las arregla para imbuir al single de una sensación de doloroso remordimiento, una rara emoción en su arsenal. Muchos llegaron a amarlo a través de sus ofertas más sombrías, pero no se puede negar el poder que aporta al estilo pop nostálgico y llamativo que exhibe aquí”.

## Desempeño comercial
Tras el lanzamiento de su álbum principal, "Save Your Tears" debutó en el número 41 en el Billboard Hot 100 de EE. UU., Con fecha del 4 de abril de 2020. El récord alcanzó el número 4, convirtiéndose en el tercer éxito entre los cinco primeros del álbum. El 9 de marzo de 2021, "Save Your Tears" recibió una certificación de platino de la Recording Industry Association of America (RIAA) por vender un millón de unidades en los Estados Unidos. El 24 de abril, la canción alcanzó el número uno en la lista Pop Songs. Tras el lanzamiento del remix con Ariana Grande, la canción alcanzó la cima de Billboard Hot 100 en el tema del 8 de mayo de 2021. Se convirtió en el sexto éxito número uno tanto de The Weeknd como de Grande (el último de los cuales fue acreditado en la pista en la lista por primera vez, ya que el remix atrajo la mayor parte de la actividad general del título en la semana de seguimiento). Además, también encabezó la lista de ventas de canciones digitales de Billboard, convirtiéndose en el octavo y sexto sencillo de Grande de The Weekend. The Weeknd también se convirtió en el primer artista desde Drake en ganar tres sencillos número uno de un álbum luego de sus sencillos recientes de After Hours, "Heartless" y "Blinding Lights" alcanzando el número uno. También se convirtió en el primer artista en tener tres números uno de un álbum en tres años diferentes desde el álbum de Janet Jackson, Janet Jackson's Rhythm Nation 1814. Junto a Paul McCartney, Grande se convirtió en el segundo acto y la primera mujer en ganar tres dúos número uno en la historia de Billboard Hot 100. Este también fue el tercer dúo número uno de Grande en el lapso de un año, convirtiéndola en la artista con la acumulación más rápida de tres dúos que encabezan las listas. Tras el lanzamiento del remix con Ariana Grande, la canción también alcanzó el primer lugar en el Billboard Global 200, convirtiéndose en el primer sencillo número uno de The Weekend y el segundo de Grande. También se convirtió en el primer dúo masculino-femenino en alcanzar la posición número uno. Además, alcanzó un nuevo pico de número dos en el Billboard Global Excl. Gráfico de EE. UU.
En la lista de las 100 mejores canciones de Rolling Stone, la canción alcanzó el puesto número 2 tras el lanzamiento del remix de Ariana Grande.
En Canadá, el país natal de la cantante, "Save Your Tears" alcanzó el puesto 46 en el Canadian Hot 100 tras el lanzamiento de su álbum principal. Después de su lanzamiento como sencillo, alcanzó el puesto número 2 durante cinco semanas no consecutivas, convirtiéndose en el tercer éxito entre los cinco primeros del álbum.
En Australia, el récord alcanzó el puesto número 4 en las listas ARIA.
"Save Your Tears" alcanzó el número uno en Bélgica, Dinamarca, Israel, Lituania, México, Polonia y Eslovenia. También alcanzó el top 5 en Austria, Finlandia, Alemania, Grecia, Hungría, Irlanda, Italia, Malasia, Noruega, Portugal, Rumania, Singapur, Eslovaquia, Suecia, Suiza. Además, alcanzó el top 10 en República Checa, El Salvador, Francia y Rusia.

## Video musical

### Antecedentes
El diseñador de Prosthetic Renaissance Makeup-FX Studio, Mike Marino, fue el profesional que creó el aspecto característico que se asemeja a la cirugía plástica. El proceso comenzó cuando dio forma a una escultura general del rostro modificado de Weeknd. Después de que Marino y Weeknd decidieron cómo querían continuar, Marino creó las prótesis. Estuvieron involucrados cuatro componentes protésicos primarios: uno para cada labio; uno para la nariz, las cejas y la frente; y uno para las mejillas y el mentón. Después de su conexión con el rostro de Weeknd, se utilizó maquillaje para que se mezclaran y se completara.

### Lanzamiento y sinopsis
El cantante mostró por primera vez del video musical oficial de "Save Your Tears" como si estuviera en camino a través de sus plataformas de redes sociales el 4 de enero de 2021. Su liberación se produjo al día siguiente, el 5 de enero de 2021.
Dirigido por Cliqua, el video muestra a Weeknd vistiendo una versión adornada con diamantes de su atuendo original con chaqueta roja. Los moretones en su rostro ya no están presentes, aunque su personaje aparentemente se ha sometido a una extraña cirugía plástica. Actúa en un lujoso club nocturno ocupado por miembros vestidos formalmente con máscaras brillantes que rinden homenaje a las escenas de la última película de Stanley Kubrick, " Eyes Wide Shut "; su banda de acompañamiento también lleva máscaras. Se adentra en la multitud sentada, inmóvil, bebiendo champán de una persona y poniendo su brazo sobre la cabeza de otra, hasta que se da cuenta de una mujer sin máscara magníficamente brillante en la audiencia (interpretada por Bianca Rojas) y la guía al escenario. Si bien inicialmente bailan alegremente, la cámara pronto revela que Weeknd esconde una pistola a la espalda. Las luces se apagan y cuando se vuelven a encender, The Weeknd ha colocado su arma en una de sus manos y él apunta con el arma a su propia cabeza. La mujer se da cuenta de esto y grita. La escena concluye con Weeknd sosteniendo la pistola en su propia cabeza. Cuando termina la canción, aprieta el gatillo y suelta confeti. La asamblea aplaude con entusiasmo.

### Recepción
El periodista de Rolling Stone, Jon Blistein, exclamó: "The Weeknd ofrece una interpretación exuberante de "Save Your Tears" a una multitud sin vida y abotonada, todos con máscaras de fiesta".  La columnista de Variety, Jen Aswad declaró: "Es una continuación apropiada, más que ligeramente perturbadora y adecuadamente extraña en una serie de videos promocionales muy poco convencionales". El editor Starr Bowenbank de Cosmopolitan afirmó: "The Weeknd continúa ofreciendo contenido de alta calidad... y su oferta más reciente, el video musical de "Save Your Tears "no es una excepción".
La mencionada prótesis llevó a la formación de memes y vio a Weeknd en comparación con Calamardo Guapo.
El simbolismo oculto que hace referencia a los Grammy y la reciente controversia que se le ocurrió en el momento del lanzamiento del clip también se recogió notablemente.

## Presentaciones en vivo

### Remix de OPN
El remix oficial del disco fue creado por OPN y está incluido en la edición de lujo original de After Hours y el EP de remix After Hours (Remixes). Salvatore Maicki de The Fader elogió la colaboración: "En el remix de OPN de 'Save Your Tears', se encuentran en el medio, encendiendo un espectáculo tecnicolor".

### Remix de Ariana Grande
El segundo remix, una colaboración con la cantante estadounidense Ariana Grande, fue lanzado el 22 de abril de 2021 con un video musical animado que lo acompaña. La canción marca la tercera colaboración entre The Weeknd y Grande, después de "Off the Table" de 2020 y "Love Me Harder" de 2014.
El segundo remix fue aclamado por todos. Katie Atkinson, miembro del personal de Billboard, elogió: “Ariana Grande aporta su voz etérea a la canción”. “La tercera colaboración de The Weeknd y Ariana Grande te hará sonreír durante todo el año”, exclamó el periodista de Billboard Gab Ginsberg. Natalia Barr de The Wall Street Journal lo aclamó como uno de los mejores nuevos discos de pop, “los dos cantantes se han reunido en una pieza actualizada del nuevo álbum inspirado en las olas de Weeknd del año pasado, After Hours . Grande agrega su voz sensual al segundo verso y coro de la canción”. El columnista de NME Will Lavin señaló, "Grande agrega un verso fresco y ronco propio al remix". Monica Sisavat de PopSugar describió el remix como pura perfección: "Digamos que sus voces juntas son solo el beso del chef". “Las voces de la pareja se entremezclan en la canción nostálgica y cargada de sintetizadores a medida que armonizan”, dijo la editora de Rolling Stone Althea Legaspi. Apple Music celebró la composición, ""Save Your Tears" es tan soñadora y exuberante como el original de 2020, pero las acrobacias vocales de Grande le dan una nueva dinámica: ahora es un dúo, dos ex amantes mirando hacia el mismo cielo nocturno, hablando ida y vuelta a distancia ”.

## Personal
- The Weeknd: voz
- Max Martin - sintetizadores
- Oscar Holter - sintetizadores y caja de ritmos
- Ariana Grande - coros

## Posicionamiento en listas
| Listas (2020–2021)                                      | Mejor posición |
| ------------------------------------------------------- | -------------- |
| Argentina (Argentina Hot 100)                           | 8              |
| Australia (ARIA)                                        | 4              |
| Alemania (Offizielle Deutsche Charts)                   | 5              |
| Austria (Ö3 Austria Top 40)                             | 4              |
| Bélgica (Flandes) (Ultratop 50)                         | 1              |
| Bélgica (Valonia) (Ultratop 50)                         | 1              |
| Brasil (Pop Internacional)                              | 8              |
| Brasil (Top 100 Brasil)                                 | 91             |
| Canadá (Canadian Hot 100)                               | 2              |
| Chile (Monitor Latino)                                  | 17             |
| CEI (Tophit)                                            | 3              |
| República Checa (Rádio Top 100)                         | 9              |
| República Checa (Singles Digitál Top 100)               | 4              |
| Dinamarca (Tracklisten)                                 | 1              |
| El Salvador (Monitor Latino)                            | 7              |
| Estonia (Eesti Tipp-40)                                 | 23             |
| Finlandia (OFC)                                         | 3              |
| Finlandia (Suomen Virallinen Lista) Ariana Grande remix | 18             |
| Francia (SNEP)                                          | 6              |
| Billboard Global 200                                    | 1              |
| Grecia (IFPI)                                           | 5              |
| Hungría (Rádiós Top 40)                                 | 4              |
| Hungría (Single Top 40)                                 | 3              |
| Hungría (Stream Top 40)                                 | 7              |
| Irlanda (IRMA)                                          | 2              |
| Israel (Media Forest)                                   | 1              |
| Italia (FIMI)                                           | 4              |
| Lituania (AGATA)                                        | 1              |
| Lituania (AGATA) Ariana Grande remix                    | 7              |
| Malasia (RIM)                                           | 4              |
| México (Billboard Mexico Airplay)                       | 1              |
| Países Bajos (Dutch Top 40)                             | 16             |
| Países Bajos (Mega Single Top 100)                      | 15             |
| Nueva Zelanda (Recorded Music NZ)                       | 11             |
| Noruega (VG-lista)                                      | 4              |
| Noruega (VG-lista) Ariana Grande remix                  | 13             |
| Polonia (Polish Airplay Top 100)                        | 1              |
| Portugal (AFP)                                          | 4              |
| Puerto Rico (Monitor Latino)                            | 13             |
| Rumania (Airplay 100)                                   | 5              |
| Rusia (Tophit)                                          | 6              |
| Singapur (RIAS)                                         | 4              |
| Eslovaquia (Rádio Top 100)                              | 8              |
| Eslovaquia (Singles Digitál Top 100)                    | 4              |
| Eslovenia (SloTop50)                                    | 1              |
| España (Top 100 Canciones)                              | 42             |
| Suecia (Sverigetopplistan)                              | 3              |
| Suiza (Schweizer Hitparade)                             | 3              |
| Reino Unido (UK Singles Chart)                          | 11             |
| Reino Unido (UK R&B Chart)                              | 2              |
| Uruguay (Monitor Latino)                                | 8              |
| Estados Unidos (Billboard Hot 100)                      | 1              |
| Estados Unidos (Adult Contemporary)                     | 14             |
| Estados Unidos (Adult Top 40)                           | 2              |
| Estados Unidos (Mainstream Top 40)                      | 1              |
| Estados Unidos (Rhythmic)                               | 6              |
| Estados Unidos (Rolling Stone Top 100)                  | 2              |

| Lista (2020)                | Posición |
| --------------------------- | -------- |
| Países Bajos (Dutch Top 40) | 73       |

## Historial de lanzamientos
| Región         | Fecha                   | Formato (s)                  | Versión                | Etiquetas)    |
| -------------- | ----------------------- | ---------------------------- | ---------------------- | ------------- |
| Países Bajos   | 9 de agosto de 2020     | Contemporary hit radio       | Original               | Universal     |
| Francia        | 9 de octubre de 2020    | Contemporary hit radio       | Original               | Universal     |
| Italia         | 6 de noviembre de 2020  | Contemporary hit radio       | Original               | Universal     |
| Australia      | 20 de noviembre de 2020 | Contemporary hit radio       | Original               | XO y Republic |
| Estados Unidos | 24 de noviembre de 2020 | Contemporary hit radio       | Original               | XO y Republic |
| Estados Unidos | 24 de noviembre de 2020 | Contemporáneo rítmico        | Original               | XO y Republic |
| Estados Unidos | 11 de enero de 2021     | Adult contemporary           | Original               | XO y Republic |
| Varios         | 22 de abril de 2021     | Descarga digital y streaming | Remix de Ariana Grande | XO y Republic |
| Australia      | 22 de abril de 2021     | Contemporary hit radio       | Remix de Ariana Grande | Universal     |